# Abderrahim Chkilit
Abderrahim Chkilit (arab. عبد الرحيم شكيليط, ur. 14 lutego 1976 w Fezie) – marokański piłkarz, grający jako środkowy obrońca. Dwukrotny reprezentant kraju. Po zakończeniu kariery trener.

## Klub

### Do 2008 roku
Zaczynał karierę w Maghrebie Fez, gdzie grał do 1996 roku jako junior i 2002 roku jako senior. 1 lipca 2002 roku zmienił klub na Nadi asz-Szab. Rok później wrócił do Maghrebu. 1 lipca 2005 roku został zawodnikiem Raja Casablanca.

### Wydad Fez
1 lipca 2008 roku został graczem Wydadu Fez.
W sezonie 2011/2012 (pierwszym w bazie Transfermarkt) zagrał 15 meczów i strzelił 2 gole.
W kolejnym sezonie zagrał 25 meczów i miał asystę.
W sezonie 2013/2014 rozegrał 13 spotkań.

## Reprezentacja
Zagrał dwa mecze w reprezentacji swojego kraju. Pierwszy z nich rozegrał przeciwko Luksemburgowi (wygrana 0:2). Wszedł na boisko z ławki.

## Jako trener

### Wydad Fez
Karierę trenera Chkilit zaczął jako asystent w Wydad Fez. Następnie dwukrotnie sam trenował ten zespół, najpierw od 1 listopada 2020 roku do 1 sierpnia 2021 roku, a potem od 1 grudnia 2021 roku do 31 lipca 2022 roku.

### Maghreb Fez
11 października 2022 roku został trenerem Maghrebu Fez. Debiut w tej roli zaliczył tam 3 dni później w meczu przeciwko Olympique Khouribga (2:0). Łącznie poprowadził ten klub w jedenastu spotkaniach. Zakończył tam pracę 2 lutego 2023 roku.

### Dalsza kariera
1 marca 2023 roku został menadżerem Renaissance Zemamra. Zakończył tam pracę 30 czerwca tego samego roku. W sezonie 2023/2024 trenował Fath Ouislane. 29 kwietnia 2024 roku objął KAC Kénitra.